# Varnums socken, Västergötland
För den historiska socknen med detta namn som låg i Värmland, se Varnums socken, Värmland
Varnums socken i Västergötland ingick i Ås härad, ingår sedan 1974 i Ulricehamns kommun och motsvarar från 2016 Varnums distrikt.
Socknens areal är 19,10 kvadratkilometer varav 18,42 land. År 2000 fanns här 559 invånare.  Tätorten Nitta samt sockenkyrkan Varnums kyrka ligger i socknen.

## Administrativ historik
Socknen har medeltida ursprung.  
Vid kommunreformen 1862 övergick socknens ansvar för de kyrkliga frågorna till Varnums församling och för de borgerliga frågorna bildades Varnums landskommun. Landskommunen uppgick 1952 i Hökerums landskommun som 1974 uppgick i Ulricehamns kommun. Församlingen uppgick 2006 i Södra Vings församling.
1 januari 2016 inrättades distriktet Varnum, med samma omfattning som församlingen hade 1999/2000.  
Socknen har tillhört län, fögderier, tingslag och domsagor enligt vad som beskrivs i artikeln Ås härad. De indelta soldaterna tillhörde Älvsborgs regemente, Ås kompani och Västgöta regemente, Elfsborgs kompani.

## Geografi
Varnums socken ligger väster om Ulricehamn, nordost om Borås kring Viskan. Socknen har odlingsbygd i sjörika dalar omgivna av skogsbygd.

## Fornlämningar
Två hällkistor från stenåldern är funna. Från bronsåldern finns spridda gravrösen. Från järnåldern finns två mindre gravfält.

## Namnet
Namnet skrevs 1288 Hwärnemh och kommer från kyrkbyn. Eftetleden innehåller hem, 'boplats; gård'. Förleden kan innehålla hverna, 'kittel', gryta' syftande på den dal byn ligger i.